# Pasquale Marconi
Pasquale Marconi (Vetto d’Enza, 18 febbraio 1898 – Castelnovo ne' Monti, 6 maggio 1972) è stato un medico e politico italiano.
Fondatore del primo ospedale a Castelnovo ne' Monti e docente universitario, partecipò attivamente alla Resistenza durante la seconda guerra mondiale come membro del Comitato di Liberazione Nazionale (CNL) di Reggio Emilia. Dopo la guerra Marconi divenne sindaco di Castelnovo ne' Monti e successivamente di Vetto d'Enza; fu eletto in Parlamento dove rappresentò la Democrazia Cristiana per le prime tre legislature della Repubblica.

## Biografia

### Famiglia e formazione
Figlio di un contadino, Emilio, e di una venditrice ambulante, Leonilde, Pasquale Marconi, nonostante la modesta estrazione sociale, fu subito avviato agli studi con il desiderio, da parte dei genitori, di emanciparlo da un destino segnato: svolgere un lavoro duro e ingrato come quello paterno.Il giovane Marconi iniziò a frequentare un pluriclasse a Casella, trasferendosi poi nel paese di Rosano e infine a Castelnovo ne' Monti dove conseguì la licenza elementare. Successivamente, con il beneplacito dei genitori, scelse di studiare al seminario di Marola, dove si trasferì il 3 novembre 1910, dopo aver sostenuto un esame di ammissione. L'educazione e la formazione ricevute a Marola segnarono profondamente il giovane Marconi, il quale però, avendo capito di non avere la vocazione sacerdotale ma volendo continuare gli studi, si presentò come privatista al liceo classico Ariosto di Reggio Emilia, per effettuare l'esame di quinta ginnasiale. Trovò alloggio presso la canonica di Don Luigi Cervi, parroco di Mancasale, con il quale Marconi collaborò spesso, aiutandolo nell'attività parrocchiale e convincendo i coetanei a partecipare ai gruppi di Azione Cattolica. Scelse di dare l'esame di licenza liceale un anno in anticipo, per il timore di essere chiamato alle armi senza aver finito gli studi.

### Prigionia
La chiamata alle armi arrivò nell'estate del 1917, quando la prima guerra mondiale era già cominciata da tre anni, Marconi non si era schierato con il fronte interventista per la sua naturale avversione alla guerra e poiché si sentiva parte del mondo cattolico, espressosi contro la partecipazione italiana al conflitto. Grazie al possesso della patente, egli fu assegnato alla Seconda compagnia automobilisti del deposito Artiglieria a cavallo a Monza e, quando il Governo italiano obbligò coloro che avessero conseguito la licenza elementare a iscriversi all'Accademia militare come allievi ufficiali, egli fu inviato al fronte come aspirante ufficiale di complemento, nel Secondo granatieri di Sardegna. Un mese dopo, nell'ottobre 1917, l'esercito italiano venne sbaragliato nella Battaglia di Caporetto e Marconifu catturato e portato prima in Polonia e poi in Germania. Tornò a Reggio Emilia solamente dopo la sconfitta dell'esercito austro-ungarico ad opera di Armando Diaz, nel novembre 1918.

### Il medico

#### Studi di Medicina
Una volta tornato dalla prigionia, Marconi beneficiò di un periodo di licenza piuttosto lungo dovuto alla febbre alta che lo aveva colpito e in seguito ottenne l'esenzione dal servizio militare per motivi di studio: si iscrisse, infatti, alla Facoltà di medicina dell'Università di Modena direttamente al terzo anno, poiché una legge stabiliva che l'iscrizione corrispondesse al tempo trascorso sotto le armi. Quegli anni furono segnati dall'avvicinamento di Marconi al Partito Popolare Italiano, la cui sezione comunale a Reggio Emilia era stata inaugurata da Don Tullio Fontana, che era stato professore di latino e greco dello stesso Marconi. Egli conseguì la Laurea in Medicina il 6 luglio 1923 e dopo esserci iscritto all'Albo dei Medici come libero professionista, si presentò come assistente volontario all'ospedale di Reggio Emilia, mostrando subito una propensione naturale verso la chirurgia. Tuttavia la sua intolleranza nei confronti del Fascismo, lo portò ad essere allontanato dall'ospedale e a dover accettare sostituzioni di colleghi in sedi ospedaliere sia montane che della pianura reggiana. Dopo essere stato penalizzato in un concorso a Castelnovo di Sotto, per non aver avuto la tessera del fascismo, Marconi riuscì a farsi assumere nuovamente come primo assistente nel reparto di chirurgia dell'ospedale di Reggio.

#### Fondazione dell'Ospedale di Castelnovo ne' Monti
L'idea di aprire un ospedale a Castelnovo ne' Monti fu suggerita a Pasquale Marconi nel 1929 da un suo collega, il Dottor Favali: nonostante vari progetti sviluppati a partire dal 1867, a Castelnovo mancava ancora una struttura nosocomiale vera e propria, fatta eccezione per il cosiddetto "Villino", un edificio gestito dalla Congregazione della Carità comunale e occupato dalle suore salesiane, in cui era stato riposto materiale ospedaliero donato dalla Croce Rossa americana, in seguito alla smobilitazione del materiale bellico.

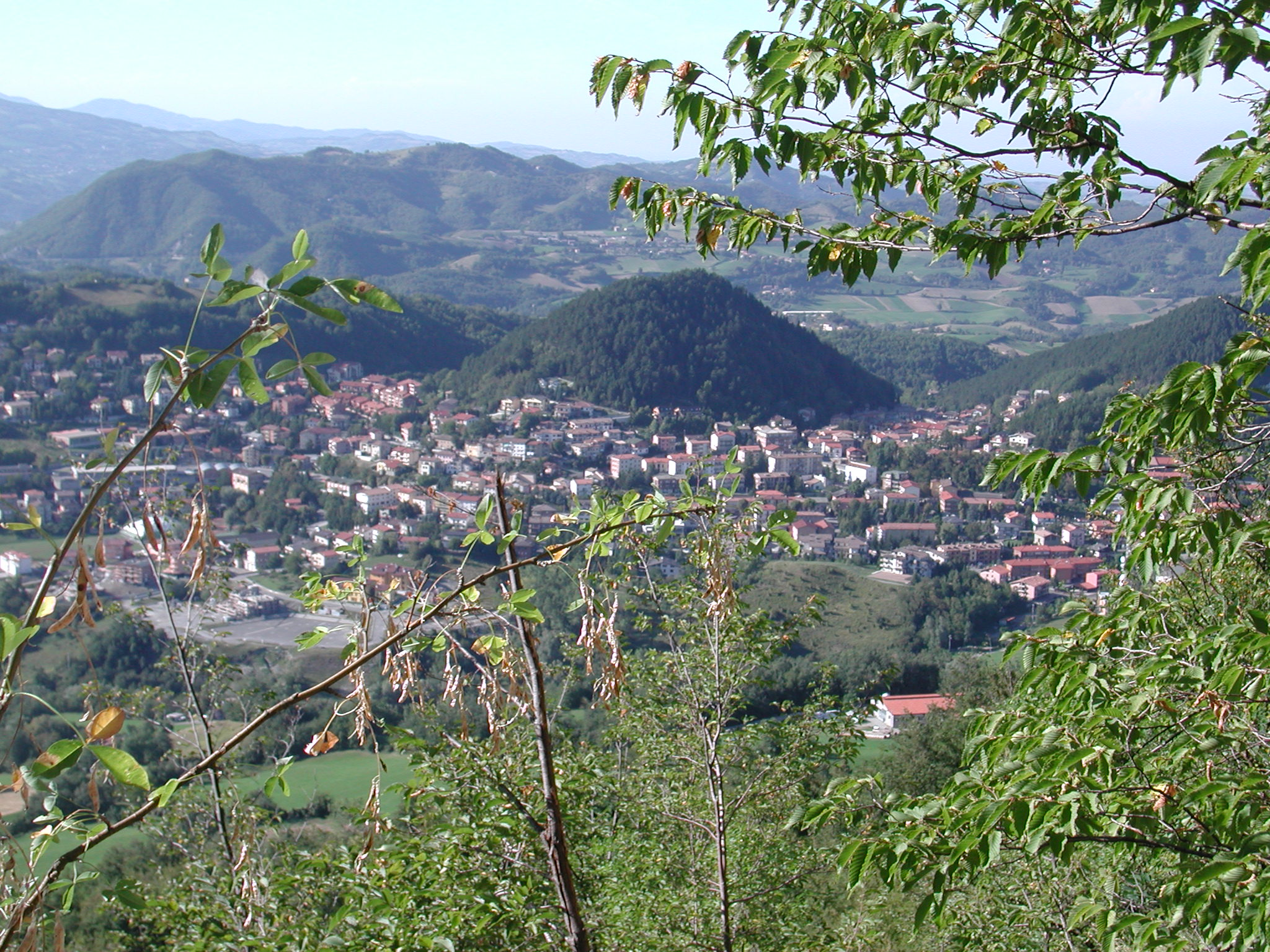
Castelnovo ne' Monti

Fu solamente grazie al coraggio e all'intraprendenza di Marconi che il progetto venne portato a termine. Con l'atto di compravendita dell'ospedale, firmato il 22 gennaio 1931, si concedevano in uso a tempo illimitato al Dott. Marconi i due fabbricati con i relativi presidi chirurgici, arredamenti e materiali di medicazione. I lavori di ampliamento e adattamento della struttura a uso ospedaliero durarono fino al 17 maggio 1931, quando l'ospedale fu inaugurato e intestato al principe Umberto. In seguito alla fondazione della Repubblica di Salò, il fascio locale rinominò la struttura solamente "Ospedale". Il primo reparto a entrare in funzione fu quello di Chirurgia, seguito dal reparto "sanatoriale" per i malati di tubercolosi che avrebbero potuto giovare dell'aria salubre ai 700 m di altitudine di Castelnovo ne' Monti. Tuttavia il timore e il malcontento della popolazione per la presenza dei malati di Tbc, costrinsero Marconi a far costruire un nuovo padiglione per trasferire il sanatorio in un luogo più isolato. Il 1934 fu un anno cruciale per il Dott. Marconi che, dopo una settimana di silenzio e frugalità trascorsa nella canonica di Monchio delle Olle, decise di aprire nel suo ospedale di Castelnovo, un istituto di beneficenza detto "Piccolo Cottolengo" e ispirato al Cottolengo di Torino in cui vennero accolti a sue spese individui affetti da menomazioni fisiche o da deficit mentali, malati in stato di abbandono o appartenenti a famiglie bisognose che egli era solito definire i "suoi Re" .

#### Cura e attenzione verso il malato
Marconi espresse la sua idea di rapporto tra medico e ammalato in uno scritto intitolato Opuscolo sul dolore nell'uomo e negli animali in questi termini:
(Pasquale Marconi)
Riteneva che il medico dovesse essere guidato dalla pietà umana e per questo motivo in tempo di guerra, pur essendo un convinto antifascista, non esitò a curare chi ne aveva bisogno senza distinzione di nazionalità o credo politico.

### L'uomo politico

#### Partecipazione alla Resistenza partigiana
Pasquale Marconi fu un convinto oppositore del fascismo e fin dagli esordi della dittatura, approfittando della relativa libertà di movimento di cui poteva godere in quanto membro dell'Azione Cattolica, si impegnò per combattere il regime, pensando soprattutto al futuro politico dell'Italia dopo l'inevitabile caduta del fascismo. Fu tra coloro che il 28 settembre 1943, pochi giorni dopo la nascita della Repubblica sociale italiana, si riunirono clandestinamente a Reggio Emilia per fondare il CLN (Comitato di Liberazione Nazionale) della provincia, costituito dagli esponenti dei diversi partiti antifascisti, che lottavano per ripristinare la democrazia in Italia. Nei mesi successivi Marconi si adoperò per curare e salvare vite umane accogliendo nel suo ospedale ex prigionieri di guerra, disertori tedeschi e partigiani. Come egli stesso ha ricordato:
(Pasquale Marconi)
Fu destituito dal suo incarico di responsabile dell'ordine pubblico, per aver difeso una famiglia di ebrei che stava per essere deportata in Germania e arrestato il 3 aprile 1944 per aver denunciato l'eccidio di Cervarolo, cittadina reggiana rasa al suolo dai tedeschi per ritorsione nei confronti dei partigiani, ed essersi notevolmente esposto per impedire che ciò non avvenisse anche nel paese di Cerrè Sologno. Dopo una prigionia durata quasi due mesi e mezzo, Marconi decise di unirsi alle formazioni partigiane, consapevole che le sue competenze mediche sarebbero state un prezioso aiuto in quella situazione; scelse come nome di copertura Franceschini, probabilmente in onore di Carlo Franceschini, carbonaro vissuto a Castelnovo nell'Ottocento. Dopo essere stato nominato responsabile dell'intero servizio sanitario, Marconi divenne, in veste di rappresentante della Democrazia Cristiana, vicecommissario generale del Comando unico delle formazioni di montagna e si impegnò per dare alla lotta partigiana una connotazione patriottica e sovrapartitica, favorendo la collaborazione tra le Brigate Garibaldi di stampo comunista e le Fiamme Verdi di ispirazione cattolica.

#### Assemblea Costituente e Democrazia Cristiana
Pasquale Marconi rivestì un ruolo molto importante nella fondazione della Democrazia Cristiana, poiché si espresse sempre a favore di un partito autonomo per i cattolici adducendo le seguenti ragioni:
(Pasquale Marconi)

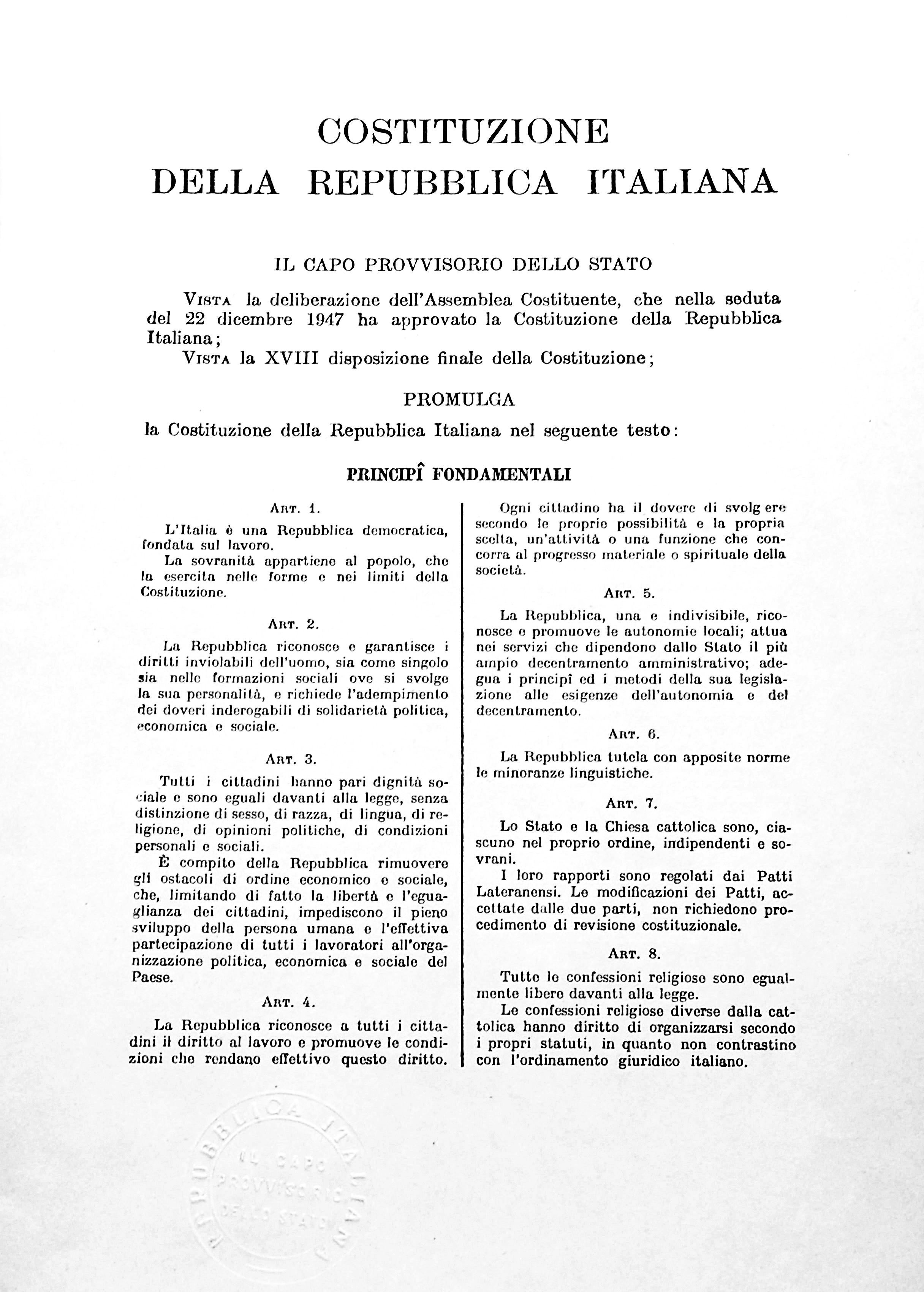
Costituzione della Repubblica Italiana

Insieme a Giuseppe Dossetti fu tra coloro che, il 2 giugno 1946, vennero eletti membri dell'Assemblea Costituente nella lista della DC, insieme a Meuccio Ruini, nominato Presidente della Commissione. Marconi considerò la Costituzione Italiana un mezzo per sancire definitivamente il ripristino della democrazia in Italia ed impedire l'instaurazione di una nuova dittatura, grazie a una carta costituzionale solida e non manipolabile come, invece era stato, lo Statuto Albertino.
Eletto alla Camera dei deputati nelle prime tre Legislature della Repubblica Italiana (1948-1953; 1953-1958; 1958-1963), Marconi, di ideali conservatori, fu esponente della  "destra DC" e negli anni Sessanta ostacolò l'avvicinamento del partito alla sinistra, battendosi energicamente contro la nazionalizzazione dell'energia elettrica, la legge sull'aborto e quella sul divorzio.
Inoltre il timore di un'espansione del comunismo in Occidente spinse Marconi a votare a favore del riarmo, in seguito all'adesione italiana al Patto Atlantico nel 1949 affermando:
(Pasquale Marconi)

#### Impegno per la montagna reggiana
Da uomo politico Marconi si impegnò molto affinché la provincia di Reggio Emilia potesse risollevarsi moralmente ed economicamente dopo la seconda guerra mondiale; a partire dal 1953 in qualità di parlamentare e membro delle Commissioni al Lavoro e all'Agricoltura, usufruì di alcuni provvedimenti statali, che prevedevano la realizzazione di opere pubbliche nelle zone disagiate dal punto di vista economico, per dare inizio alla costruzione di un acquedotto che garantisse l'approvvigionamento idrico ai paesi di montagna, sfruttando l'acqua della Gabellina. Inoltre, grazie all'impegno di Marconi, vennero bonificate le aree rurali e realizzate strade e laghi artificiali, che favorirono e velocizzarono il progresso delle zone montanare. Nominato commissario dell'Opera nazionale maternità e infanzia per il comune di Castelnovo ne' Monti, ebbe l'idea di far costruire nel paese un asilo, il Mater Dei, per accogliere i bambini in una nuova e solida struttura in cui fossero garantite condizioni igieniche accettabili.

## Curiosità
Il processo di conversione interiore che interessò il dottor Marconi a seguito della settimana di frugalità e raccoglimento trascorsa nella canonica di Monchio delle Olle, fu simboleggiato esteriormente da un paio di sandali acquistati nel tragitto di ritorno a Castelnovo ne' Monti, che da quel momento in poi furono indossati da Marconi, soprannominato a tal proposito il ''medico scalzo"

## Ricordi
A Pasquale Marconi è stata intitolata una piazza a Vetto d'Enza, paese di cui è stato sindaco.

## Scritti principali
- La mia attività chirurgica nell'ospedale di Castelnuovo Monti, Licinio Cappelli editore, Reggio Emilia 1947
- Opuscolo sul dolore nell'uomo e negli animali, Casa editrice (Casa editrice sconosciuta)
- La medicina di fronte alla Sindone, Tipografia G. Notari, Reggio Emilia 1940
- Perché sono contrario alla nazionalizzazione dell'energia elettrica, AGE, Reggio Emilia 1962
- Contratti agrari: consensi e dissensi: discorso pronunciato alla Camera dei deputati nella seduta del 18 maggio 1949, Tipografia della Camera dei deputati, Roma 1949